# Eden-ui dongjjok
Eden-ui dongjjok (hangeul: 에덴의 동쪽, lett. L'oriente dell'Eden; titolo internazionale East of Eden) è una serie televisiva sudcoreana trasmessa su MBC dal 25 agosto 2008 al 10 marzo 2009.

## Trama
Ambientata tra il 1960 e il 2000, Eden-ui dongjjok racconta dell'aspra rivalità tra due uomini legati dal fato.
Shin Tae-hwan è l'amministratore delegato di una miniera di carbone a Taebaek. Personificazione dell'ambizione smodata, punta ad ereditare la compagnia mineraria, il Taesung Group. Nel processo, uccide Lee Ki-chul, un minatore che lo ostacolava lottando per i diritti dei lavoratori; seduce anche Yoo Mi-ae, infermiera al Taebaek Hospital, solo per scaricarla una volta stancatosi di lei. Mi-ae trova però un modo per vendicarsi: nel momento in cui la moglie di Tae-hwan dà alla luce un bambino, lo scambia con il figlio del defunto Ki-chul e della sua consorte Chun-hee, nato nello stesso momento.
Anni dopo, i figli di Chun-hee, Dong-chul e Dong-wook, sono fratelli molto legati. Per alleviare la loro povertà, il maggiore, Dong-chul, diventa un gangster, mentre il giovane Dong-wook sogna di lavorare come procuratore e vendicarsi di Shin Tae-hwan, il cui figlio, Myung-hoon, è diventato egoista e crudele come suo padre. Le loro vite vengono sconvolte dalla rivelazione dello scambio di Dong-wook e Myung-hoon alla nascita.

## Personaggi
- Lee Dong-chul, interpretato da Song Seung-heon, Shin Dong-woo (a 5 anni) e Kim Bum (a 15 anni)
- Lee Dong-wook, interpretato da Yeon Jung-hoon e Park Gun-tae (a 10 anni)
- Shin Myung-hoon, interpretato da Park Hae-jin e Won Deok-hyun (a 10 anni)
- Min Hye-rin, interpretata da Lee Da-hae
- Kim Ji-hyun, interpretata da Han Ji-hye e Nam Ji-hyeon (a 10 anni)
- Gook Young-ran/Grace, interpretata da Lee Yeon-hee
- Shin Tae-hwan, interpretato da Jo Min-ki
- Yang Chun-hee, interpretata da Lee Mi-sook
- Gook Dae-hwa, interpretato da Yoo Dong-geun
- Mike Packard, interpretato da Dennis Oh
- Lee Ki-chul, interpretato da Lee Jong-won
- Jung-ja, interpretata da Jeon Mi-seon
- Yang Ok-hee, interpretata da Park Hyun-sook
- Lee Ki-soon, interpretata da Jeon So-min e Jin Ji-hee (a 9 anni)
- Signor Oh, interpretato da Kim Sung-kyum
- Oh Yoon-hee, interpretata da Na Hyun-hee
- Kyung-tae, interpretato da Lee Won-jae
- Madre di Young-ran, interpretata da Shim Hye-jin
- Avvocato Kim Tae-seon, interpretato da Yoon Dong-hwan
- Janice/Jae-hee, interpretata da Jung Hye-young
- Yoo Mi-ae/Rebecca, interpretata da Shin Eun-jung
- Kim So-jung, interpretata da Hwang Jung-eum
- Capostazione Kim Gab-soo, interpretato da Jeon Sung-hwan
- Padre Han, interpretato da Lee Seok-joon
- Wang-geon, interpretato da Kim Hyung-min
- Dok-sa, interpretato da Go Yoon-hoo e Kwon Se-in (a 10 anni)
- Chaeng, interpretato da Park Chan-hwan
- Kang Gi-man, interpretato da Kim Hak-chul
- Presidente Min, interpretato da Park Geun-hyung
- Bae Hwa-mi, interpretata da Jung Young-sook
- Min Hye-ryung, interpretata da Jung So-young
- Baek Sung-hyun, interpretato da Park Sung-woong
- Yeon-seob, interpretato da Jung Yoon-seok
- Choi Hak-sung, interpretato da Lee Sol-gu

## Colonna sonora
1. Fate Reversed (운명을 거슬러) – Kim Jong-wook, Lee Suk-hoon, Kim Yong-joon, Kim Jin-ho e Chae Dong-ha
2. Crazy Woman – Kim Yun-ji, Lee Hae-ri e Lee Jung-min
3. Confession (고백) – Kim Jin-ho (SG Wannabe)
4. Red Bean I (홍두 I) – Lee Hae-ri
5. Thirst (갈증) – Kim Jong-wook
6. Water Bottle (물병) – Davichi
7. In a Storm (폭풍속에서) – M to M
8. Red Bean II (홍두 II) – Lee Bo-ram (SeeYa)
9. Little Love (작은사랑) – M to M
10. Remember – Kim Sung-tae (M to M)
11. Father and the New Silk-Covered Lantern (아버지와 새초롱) (Inst.)
12. Two Fork Routes (두 갈래 길) (Inst.)
13. East Sea (동해) (Inst.)
14. Nights in Macao (마카오의 밤) (Inst.)
15. White Brassica Napus (하얀 유채) (Inst.)
16. One Person Who Remembers (생각나는 한 사람) (Inst.)
17. The Seabed's Wasteland (해저문 황지역) (Inst.)
18. Can You Hear Me? (듣고 있나요) – Lee Seung-chul
19. Promise – KCM
20. Hateful Love (미운사랑) – JeA (Brown Eyed Girls) e Black Pearl
21. Time Mask (세월이 가면) (Remake Ver.) – Song Seung-hun
22. Bad Love (못난사랑) – Son Sung-hoon
23. Goodbye Love (사랑 안녕) (All Star 1st 수록곡) – Jo Young-soo
24. Accident (우연) (Inst.)
25. Fate Reversed (뒤바꾼 운명) (Inst.)
26. Siblings (형제) (Inst.)
27. East of Eden (에덴의 동쪽) (Inst.)
28. Sad Mie (Inst.)
29. Sword Room (검은방) (Inst.)
30. The House of True Blood (피정의 집) (Inst.)
31. Winter Morning (겨울아침) (Inst.)

## Riconoscimenti
| Anno | Premio               | Categoria                                    | Ricevente                                     | Risultato       |
| ---- | -------------------- | -------------------------------------------- | --------------------------------------------- | --------------- |
| 2008 | Korea Drama Awards   | Netizen Popularity Award                     | Kim Bum                                       | Vincitore/trice |
| 2008 | Grimae Awards        | Grand Prize (Daesang)                        | Ha Jae-young, Jung Seung-woo (cinematografia) | Vincitore/trice |
| 2008 | Grimae Awards        | Best Production Director                     | Kim Jin-man                                   | Vincitore/trice |
| 2008 | MBC Drama Awards     | Grand Prize (Daesang)                        | Song Seung-heon                               | Vincitore/trice |
| 2008 | MBC Drama Awards     | Top Excellence Award, Actor                  | Song Seung-heon                               | Candidato/a     |
| 2008 | MBC Drama Awards     | Top Excellence Award, Actress                | Lee Mi-sook                                   | Vincitore/trice |
| 2008 | MBC Drama Awards     | Excellence Award, Actor                      | Jo Min-ki                                     | Vincitore/trice |
| 2008 | MBC Drama Awards     | Excellence Award, Actress                    | Han Ji-hye                                    | Vincitore/trice |
| 2008 | MBC Drama Awards     | Excellence Award, Actress                    | Lee Da-hae                                    | Candidato/a     |
| 2008 | MBC Drama Awards     | Golden Acting Award, Actor in a Serial Drama | Park Geun-hyung                               | Vincitore/trice |
| 2008 | MBC Drama Awards     | Golden Acting Award, Supporting Actress      | Shin Eun-jung                                 | Vincitore/trice |
| 2008 | MBC Drama Awards     | Golden Acting Award, Veteran Actor           | Yoo Dong-geun                                 | Vincitore/trice |
| 2008 | MBC Drama Awards     | PD Award                                     | Yeon Jung-hoon                                | Vincitore/trice |
| 2008 | MBC Drama Awards     | Best New Actor                               | Park Hae-jin                                  | Vincitore/trice |
| 2008 | MBC Drama Awards     | Best New Actress                             | Lee Yeon-hee                                  | Vincitore/trice |
| 2008 | MBC Drama Awards     | Best Child Actor/Actress                     | Park Gun-tae                                  | Vincitore/trice |
| 2008 | MBC Drama Awards     | Best Child Actor/Actress                     | Shin Dong-woo                                 | Vincitore/trice |
| 2008 | MBC Drama Awards     | Best Child Actor/Actress                     | Nam Ji-hyun                                   | Vincitore/trice |
| 2008 | MBC Drama Awards     | Writer of the Year                           | Na Yeon-sook                                  | Vincitore/trice |
| 2008 | MBC Drama Awards     | Viewer's Favorite Drama of the Year          | Eden-ui dongjjok                              | Candidato/a     |
| 2008 | MBC Drama Awards     | Popularity Award, Actor                      | Song Seung-heon                               | Vincitore/trice |
| 2008 | MBC Drama Awards     | Popularity Award, Actress                    | Lee Yeon-hee                                  | Vincitore/trice |
| 2008 | MBC Drama Awards     | Best Couple Award                            | Song Seung-heon e Lee Yeon-hee                | Vincitore/trice |
| 2009 | Baeksang Arts Awards | Best Actor (TV)                              | Song Seung-heon                               | Candidato/a     |
| 2009 | Baeksang Arts Awards | Best Actress (TV)                            | Han Ji-hye                                    | Candidato/a     |
| 2009 | Baeksang Arts Awards | Best New Actor (TV)                          | Kim Bum                                       | Candidato/a     |
| 2009 | Baeksang Arts Awards | Best New Actress (TV)                        | Lee Yeon-hee                                  | Candidato/a     |

## Distribuzioni internazionali
| Paese     | Canale/i    | Prima TV                        | Titolo adottato                    |
| --------- | ----------- | ------------------------------- | ---------------------------------- |
| Taiwan    | CTV         | 29 aprile-21 luglio 2009        | 伊甸園之東 (L'oriente dell'Eden)   |
| Giappone  | TBS         | 13 aprile 2009-16 marzo 2010    | エデンの東 (L'oriente dell'Eden)   |
| Hong Kong | Drama 1     | 9 maggio-9 agosto 2009          | 伊甸之東 (L'oriente dell'Eden)     |
| Singapore |             | 26 settembre 2009-3 aprile 2010 | 伊甸园之东 (L'oriente dell'Eden)   |
| Filippine | GMA Network | 16 agosto 2010-conclusa         | East of Eden (L'oriente dell'Eden) |
| Malaysia  | TV2         | 2014                            |                                    |